# Angelo Stiller
Angelo Stiller (ur. 4 kwietnia 2001 w Monachium) – niemiecki piłkarz, występujący na pozycji pomocnika w niemieckim klubie VfB Stuttgart oraz w reprezentacji Niemiec.

## Kariera juniorska
Stiller grał jako junior w TSV Milbertshofen (2006–2010) i w Bayernie Monachium (2010–2019).

## Kariera reprezentacyjna

### Niemcy U-17
W 2018 roku został po raz pierwszy powołany do reprezentacji Niemiec U-17, w której zadebiutował 9 lutego w wygranym 1:0 meczu z Holandią. Łącznie rozegrał w niej 2 mecze, nie strzelając gola.

### Niemcy U-18
W 2019 roku dostał powołanie do reprezentacji U-18, w której zadebiutował 14 maja w meczu z Belgią, który był jego jedynym występem w tej drużynie.

### Niemcy U-20
3 września 2020 roku zadebiutował w reprezentacji Niemiec U-20 w przegranym meczu 2:1 przeciwko Danii, grając jedyny mecz w tej drużynie.

### Niemcy U-21
W 2021 roku Stefan Kuntz powołał go do kadry Niemiec U-21, zadebiutował w niej zadebiutował 2 września w meczu przeciwko San Marino, w którym zaliczył asystę. Z tą drużyną pojechał na Mistrzostwa Europy U-21 2023, na których odpadli w fazie grupowej.

### Niemcy
W 2024 roku selekcjoner Julian Nagelsmann powołał Stillera do seniorskiej reprezentacji Niemiec na mecze z Węgrami i Holandią. Debiut zaliczył 7 września w meczu przeciwko reprezentacji Węgier, grając 8 minut.